# FK 헤우게순
FK 헤우게순(Fotballklubben Haugesund, FK Haugesund)은 1993년 10월 28일에 창단된 노르웨이 헤우게순의 축구 클럽으로 현재 티펠리겐에서 활동하고 있다. 이 팀은 디에르브 1919(Djerv 1919)와 SK 헤우게르(SK Haugar)를 합병해서 창단된 팀이다.

## 선수 명단

### 현역
- 마틴 사무엘센(2021 ~ )
- 에길 셀비크(2021 ~ )
- 율리우스 에스케센(2022 ~ )